# Бондарев, Юрий Иванович
Ю́рий Ива́нович Бо́ндарев (род. 10 августа 1946, Башкатово, Дросковский район, Орловская область) — писатель, краевед, журналист.

## Биография
Юрий родился 10 августа 1946 года в д. Башкатово Дросковского (ныне — Покровского) района Орловской области в семье бухгалтера Ивана Андреевича Бондарева и фармацевта Анны Федосеевны. В 1954 году он вместе с родителями переезжает в Ливны, где в 1964 году с отличием оканчивает среднюю школ № 3 (ныне это — Лицей имени С. Н. Булгакова):13-14.

Вручение диплома с отличием Ю.Бондареву академиком Г. А. Николаевым

Затем, с 1967 года учёба в МВТУ им. Баумана на факультете Автоматизации и механизации производства, где в течение семи семестров удостаивается Ленинской стипендии. В 1973 году он с отличием заканчивает институт:19.
Далее Юрий Иванович возвращается в Ливны, где работает на различных машиностроительных предприятиях города, в частности — АО ГМС Ливгидромаш, АО Промприбор. Три раза избирался депутатом городского Советов народных депутатов. Был председателем комиссии по работе с молодежью и спорту:24-29.
После выхода на пенсию Юрий Бондарев целиком посвятил себя изучению истории города Ливны и более десяти лет проработал старшим научным сотрудником Ливенского краеведческого музея:43-61.

## Литературное краеведение
Начиная с 1988 года, Юрий Иванович вплотную занялся краеведением и всё своё свободное время посвятил изучению истории событий на Ливенской земле и её известным жителям. Его работы регулярно печатались в ливенских и орловских периодических изданиях и были отмечены наградами на различных конкурсах. За книгу о ливенском футболе в 2010 году он стал лауреатом Всероссийского конкурса печатных изданий о футболе и отмечен Почётной грамотой Российского футбольного союза.[значимость факта?]
В 2017 году по результатам конкурса АСКИ-2017 — «Лучшие книги 2016 года», книга Ю. Бондарева «Ливенцы и Ливны в истории России» была включена в список топ-50 региональных изданий и стала дипломантом всероссийской историко-литературной премии им. А. Невского.
Основным краеведческим трудом Юрия Бондарева является фундаментальный многотомник «Ливны»:6, над которым он работает с 2017 годы и к настоящему времени вышло из печати 9 томов. В нём подробно на основе архивных, печатных изданий и воспоминаний ливенцев описывается история города и Ливенского края, условно сгруппированные в три раздела:[значимость факта?]
- о природе, становлении и развитии общества, государственности, материальной и духовной культуры;
- об обычаях, традициях, становлении русской и славянской цивилизации;
- о людях, родившихся и живших на Ливенской земле и прославивших её своими делами.

Юрий Иванович является членом Орловского «Союза военных литераторов» и Российского общества историков-архивистов (РОИА). В 2013 году был награждён администрацией города почётным знаком «За заслуги перед городом Ливны».[значимость факта?]

## Основные публикации
- Ю. Бондарев Бондарев Тихон Лаврентьевич — Ливны: филиал «Труд» Орел, 2005. — 104 с. — 150 экз.
- Ю. Бондарев Летопись города Ливны — Ливны: филиал «Труд» Орел, 2007 г., — 226 с. — 100 экз.
- Ю. Бондарев Взлеты и падения Ливенского футбола и хоккея — Орёл: Труд, 2008. 248 с. — 200 экз.
- Ю. Бондарев Школа в веках — Орёл: Труд, 2009. — 176 с. — 1190 экз. — ISBN 978-5-89436-173-4.
- Ю. Бондарев Ливны изначальные — Орёл: Картуш, 2009. — 136 с. — 70 экз. — ISBN 978-5-9708-0190-1.
- Ю. Бондарев Крепость на Быстрой Сосне — Орел: Картуш, 2010, — 218 с. — 50 экз.
- Ю. Бондарев Древний город Ливна — Орёл: Картуш, 2011. — 120 с. — 250 экз. — ISBN 978-5-9708-0266-3.
- Ю. Бондарев Бондарев Тихон Лаврентьевич, 2-е изд. — Орел: Картуш, 2011 , — 112 с. — 100 экз.
- Ю. Бондарев, О. Якубсон Ливенский щит — Орёл: Картуш, 2011. — 212 с. — 126 экз. — ISBN 978-5-9708-0284-4.
- Ю. Бондарев Установление Советской власти в Ливнах — Орёл: Картуш, 2012. — 200 с. — 100 экз. — ISBN 978-5-9708-0293-9.
- Ю. Бондарев Век Ливенского спорта — Орёл: Картуш, 2013. — 404 с. — 165 экз.
- Ю. Бондарев Ливенская деревня Липовец — Орел: Картуш, 2013, — 496 с. — 200 экз.
- Ю. Бондарев Даты в истории Ливен. Мифы и реальность — Орёл: Картуш, 2013. — 40 с. — 40 экз.
- Ю. Бондарев История Ливенского спорта — Орёл: Картуш, 2014. — 612 с. — 100 экз.
- Ю. Бондарев Ливны театральные — Орёл: Картуш, 2014. — 208 с. — 70 экз. — ISBN 978-5-9708-0446-9.
- Ю. Бондарев Ливенские газеты — Орел: Картуш, 2015, — 308 с. — 50 экз.
- Ю. Бондарев Ливенцы и Ливны в истории России — Орёл: Картуш, 2016. — 480 с. — 150 экз. — ISBN 978-5-9708-0581-7.
- Ю. Бондарев, Г. Рыжкин Ливны литературные — Орёл: Картуш, 2016. — 224 с. — 50 экз. — ISBN 978-5-9708-0539-8.
- Г. Рыжкин, Ю. Бондарев Ливенские памятники — Орёл: Картуш, 2016. — 64 с. — 100 экз.
- Л. Беляева, Ю. Бондарев Играет Ливенка в России — Орёл: Картуш, 2017. — 256 с. — 200 экз. — ISBN 978-5-9708-0625-8.
- Ю. Бондарев Первенец ливенского машиностроения — Орел: Картуш, 2017, — 332 с. — 50 экз.
- Ю. Бондарев Ливенский край в годы Великой Российской революции — Орел: Картуш, 2017, — 268 с. — 30 экз.
- Ю. Бондарев История Ливенского автоагрегатного завода — Орел: Картуш, 2018, — 364 с. — 25 экз.
- Ю. Бондарев Век Ливенского краеведческого музея — Орёл: Картуш, 2018. — 272 с. — 70 экз. — ISBN 978-5-9708-0704-0.
- Ю. Бондарев Ливны. Т. 1,2 — Орёл: Картуш, 2018. — 408 с. — 50 экз. — ISBN 978-5-9708-0660-9.
- Ю. Бондарев Ливны. Т. 3 — Орёл: Картуш, 2019. — 584 с. — 62 экз. — ISBN 978-5-9708-0755-2.
- Ю. Бондарев Ливны. Т. 4,5 — Орёл: Картуш, 2020. — 588 с. — 50 экз. — ISBN 978-5-9708-0835-1.
- Ю. Бондарев, Г. Рыжкин Ливны — город воинской доблести — Орёл: Картуш, 2020. — 556 с. — 70 экз. — ISBN 978-5-9708-0819-1.
- Л. Беляева, Ю. Бондарев Паустовский и Ливны — Орёл: Картуш, 2021. — 164 с. — 70 экз. — ISBN 978-5-9708-0957-0.
- Ю. Бондарев Ливны. Т. 6,7 — Орёл: Картуш, 2021. — 628 с. — 50 экз. — ISBN 978-5-9708-0909-9.
- Ю. Бондарев Ливны. Т. 8 — Орёл: Картуш, 2022. — 324 с. — 100 экз. — ISBN 978-5-9708-0988-4.
- Ю. Бондарев Столп ливенского краеведения — Орёл: Картуш, 2022. — 216 с. — 100 экз. — ISBN 978-5-9708-1019-4.
- Ю. Бондарев, А. Полынкин И физики, и лирики… — Орёл: Картуш, 2022. — 192 с. — 100 экз. — ISBN 978-5-9708-1003-3.
- Ю. Бондарев, Г. Рыжкин Первый ливенский краевед и его время — Орёл: Картуш, 2022. — 136 с. — 70 экз. — ISBN 978-5-9708-1038-5.
- Ю. Бондарев Ливны сквозь века — Орёл: Картуш, 2023. — 364 с. — 80 экз. — ISBN 978-5-9708-1103-0.
- Ю. Бондарев В авангарде ливенской молодёжи — Орёл: Картуш, 2024. — 500 с. — 50 экз.
- Ю. Бондарев Ливны. Т. 9 — Орёл: Картуш, 2024. — 568 с. — 50 экз. — ISBN 978-5-9708-0000-0.